# الحيفة (الجوف)
الحيفه هي إحدى قرى الجمهورية اليمنية. وهي تتبع جغرافيًا لمحافظة الجوف. وإداريًا لمديرية خراب المراشي. يبلغ تعداد سكانها 3124 نسمة حسب الإحصاء الذي أجري عام 2004.